# Аутомобили Торисмо е Спорт
 За германския отбор, състезаващ се във Формула 1 в периода 1977-1984 вижте АТС.  
Аутомобили Торисмо е Спорт (А-Т-С) Automobili Turismo e Sportе италианска компания, просъществувала в периода 1963 – 1965.

## История
Създадена е от Карло Чити и Джиото Бицарини след скандал във Ферари. Създаден е спортен автомобил 2500 GT. От този модел са произведени едва 12 бройки, някои от които се пазят.
Освен това е създадена и кола за участие във Формула 1 – Tipo 100, която наподобява колата на Ферари. За пилоти са взети също напусналите Скудерията пилоти Фил Хил и Джанкарло Багети. Колата се появява едва в 5 състезания, а целият сезон е провал и едва не довежда компанията до фалит. Чити е принуден да спре участията във Формула 1.
През следващата година компанията е закрита, Бизарини отива да работи в Ламборджини, А Чити създава Аутоделта, която тясно си сътрудничи през следващите десетилетия с Алфа Ромео.